# Толстоголовка инах
Толстоголовка инах (Aeromachus inachus) — бабочка из семейства толстоголовок.

## Описание
Крылья на верхней стороне тёмно-коричневые со светлой бахромкой, а также с рядом мелких пятен беловатого цвета, тесно расположенных косой поперечной цепочкой на передних крыльях. На поперечной жилке имеется белая точка. На нижней стороне крыльев окраска светлее с жёлтыми жилками на задних крыльях.

## Ареал
Россия: Приамурье (Благовещенск, Кундур, Помпеевка на Амуре и другие населённые пункты до реки Уссури), Приморье, Северо-Восточный и Центральный Китай, Корейский полуостров, Япония.

## Биология
Вид приурочена к травянистым склонам с выходами скал, разреженным дубнякам, луговым ландшафтам, редколесью. Время лёта с середины июля до середины августа. Кормовые растения гусениц: Spodiopogon ibiricus. Яйца белого цвета полушаровидной формы, откладываются самкой по одному на нижнюю сторону листьев кормового растения. Гусеница серовато-зелёного цвета с тремя сизыми полосками вдоль спины. Живут одиночно в листьях, стянутых нитями шелковины. Куколка зелёного цвета с тремя сизыми полосками с дорсальной стороны, крепится к верхней стороне листа кормовых растений.